# 吉川徹 (社会学者)
吉川徹（きっかわ とおる、1966年11月3日 - ）は、日本の社会学者。大阪大学教授。専門は計量社会学、特に計量社会意識論・学歴社会論。島根県生まれ。

## 略歴
- 島根県松江市生まれ[2]
- 1985年3月 島根県立松江南高等学校卒業
- 1989年3月 大阪大学人間科学部人間科学科卒業
- 1991年3月 同大学院人間科学研究科修士課程修了
- 1994年6月 同大学院人間科学研究科博士課程修了、博士（人間科学）
- 1994年4月 大阪大学人間科学部助手
- 1995年4月 静岡大学人文学部講師、助教授(1996年10月)
- 2000年4月 大阪大学人間科学研究科助教授、准教授(2007年4月)
- 2007年4月 大阪大学人間科学研究科准教授
- 2014年4月 大阪大学人間科学研究科教授

## 著書

### 単著
- 『階層・教育と社会意識の形成：社会意識論の磁界』（ミネルヴァ書房 1998年）
- 『学歴社会のローカル・トラック：地方からの大学進学』（世界思想社 2001年）
- 『学歴と格差・不平等：成熟する日本型学歴社会』（東京大学出版会 2006年）
- 『学歴分断社会』ちくま新書（筑摩書房 2009年）
- 『現代日本の「社会の心」：計量社会意識論』（有斐閣 2014年）
- 『日本の分断：切り離される非大卒若者たち』光文社新書（光文社 2018年）

### 共著
- （友枝敏雄・山田真茂留編）『Do！ソシオロジー：現代日本を社会学で診る』（有斐閣 2007年）
- （中村高康『学歴・競争・人生：10代のいま、知っておくべきこと』（日本図書センター）

### 編著
- 『階層化する社会意識：職業とパーソナリティの計量社会学』（勁草書房 2007年）
- 『長期追跡調査でみる日本人の意識変容：高度経済成長世代の仕事・家族・エイジング』（ミネルヴァ書房 2012年）
- （吉川徹・狭間諒多朗編）『分断社会と若者の今』（大阪大学出版会 2019年）

### 訳書
- E・リーボウ『ホームレスウーマン：知ってますか、わたしたちのこと』（東信堂 1999年）
- E・リーボウ『タリーズコーナー：黒人下層階級のエスノグラフィ』（東信堂 2001年）